# Bad Schandau
Bad Schandau är en tysk stad och kurort i distriktet Sächsische Schweiz-Osterzgebirge i förbundslandet Sachsen. Staden har cirka 3 400 invånare. Kommunen ingår i förvaltningsområdet Bad Schandau tillsammans med kommunerna Rathmannsdorf och Reinhardtsdorf-Schöna.
Bad Schandau ligger vid Elbe, direkt vid nationalparken Sächsische Schweiz i Elbsandsteingebirge; nationalparkens centrum finns i staden. Den ursprungliga stadskärnan ligger tätt intill den sandstensklippa som reser sig brant intill den nordliga Elbestranden och tränger sig delvis in i den trånga dalen Kirnitzsch. En interurbanspårväg, Kirnitzschtalbahn, följer floden flera kilometer och gör delar av bortre Sächsische Schweiz tillgängliga.

## Historia
Under den första hälften av 1300-talet förvärvade tyska bosättare Elbeängarna mellan Rathmannsdorf och Postelwitz från det feodala Burg Hohnstein och grundade en handelsplats här. Schandau blev 1445 för första gången nämnt i ett dokument och fick, genom sitt viktiga läge som handelsplats vid Elbe, stadsstatus år 1467. Namnet syftar på en sandig (Sand) flodslätt (Aue). Redan 1680 upptäcktes en järnhaltig källa och då upprättades det första badhuset. Sedan cirka 1800 är Bad Schandau kurort. 1877 fick staden med Carolabrücke en fast förbindelse över Elbe. 1920 fick staden lägga till "Bad" som prefix till sitt namn och sedan 1936 fick staden rätt att kalla sig "Kneippkurort". I Bad Schandau upprättades 1953 ett tältläger för Freie Deutsche Jugend (FDJ) för delegaterna till den fjärde Världsungdomsfestivalen i Bukarest.
Bad Schandau är den minsta tyska stad som har en självadministrerad spårvagnslinje (linjen Schandau – Lichtenhainers vattenfall), den så kallade Kirnitzschtalbahn (i drift sedan 1898).
1 januari 2000 bildades kommunerna Bad Schandau, Porschdorf, Rathmannsdorf och Reinhardtsdorf-Schöna förvaltningssällskapet Bad Schandau, för att kunna klara av administrationen gemensamt. Bad Schandau blev huvudorten.
Bad Schandau drabbades hårt av Elbes översvämning 1845, översvämningen 2002, 2006 och översvämningen 2013:
Vattenståndet 16–17 augusti 2002, 9,78 m över medelvattenstånd, 4,28 m över torget och 3,46 m högt i kyrkan. Maximinivå i Schöna 12,04 (maximinivå i Bad Schandau 11,88), genomflödesmängd 4780 m³/s. 3 april 2006 nådde vattnet cirka kl. 23.00 sin högsta nivå på 6,78 m över medelvattenståndet och 1,28 m över torget. Maximinivå Schöna 8,88 m, genomflödesmängd 2720 m³/s. Torget i Schöna översvämmades när vattnet nådde 7,60 m.
Den 6 juni 2013 nådde vattnet cirka kl. 15.00 en högsta nivå på 8,55 m över medelvattenstånd och 3,05 m över torget. Maximinivå i Schöna 10,65 m.
1 januari 2012 inkorporerades kommunen Porschdorf med ortsdelarna Neuporschdorf, Waltersdorf och Prossen i Bad Schandau.
Den massiva evangeliska St.-Johannis-Kirche med sitt åttakantiga västtorn har funnits i sin nuvarande form sedan 1679. Den laternkrönta barockkupolen fick tornet 1711 efter en stadsbrand. Kyrkans interiör med kassettak i trä, emporen i två våningar och färgade fönster i koret är resultatet av en genomgripande förändring 1876/77. Speciellt värdefullt är det två våningar högarenässansaltaret av sandsten, av bildhuggaren Hans Walther från Dresden. Altaret hörde ursprungligen till Dresdner Kreuzkirche, och från 1760 till 1902 stod det i Annenkirche i Dresden.
Den viktigaste sevärdheten vid torget, med rådhuset (1863) och några renässansbyggnader (Brauhof Gambrinus, Haus Nr. 1 med övervåning av fackverk, är sedan 1896 den framför kyrkan placerade Sendigbrunnen, som under andra världskriget av hittills oförklarad anledning hade förlorat sin överdel i jugend med skulpturer. Från 1994 till 2011 har en rekonstruktion av denna överdel genomförts.
Spafaciliteterna och den 3500 m² stora botaniska trädgården med över 1500 växtarter (anlagd 1900) finns vid entrén till Kirnitzschtal. Vid Kirnitzschtalbahns hållplats står den så kallade Istidsstenen, som har som syfte att dokumentera hur inlandsisen under pleistocen räckte från Skandinavien och ända hit. Väster om stadsparken ligger Schandauer Schlossberg, där bland annat Burgstall Schomberg finns. I närheten av personhissen till Ostrau står den katolska kyrkan alldeles framför sluttningen. Från början uppförd för att användas som rysk diplomatbostad i klassisistisk Sankt Petersburgsstil, kom den från och med 1924 att användas som katolsk kyrka.
Den historiska personhissen till Ostrau är en 50 meter hög, fristående järnkonstruktion, som går till den högre belägna stadsdelen Ostrau. Hotellägaren Rudolf Sendig lät 1904 företagen Kelle & Hildebrandt (järnkonstruktion) och Kühnscherf & Söhne (hiss) installera denna elektriskt drivna personhiss. På påskdagen 1905 invigdes hissen officiellt. En restaurering av den sedan 1954 kulturminnesskyddade nitfackverkskonstruktionen gjordes 1989–1990. På grund av utsikten över Sächsische Schweiz vid Bad Schandau, speciellt över Schrammsteine, men också på grund av den diskreta jugendstilornamentiken, räknas en färd med detta tekniska minnesmärke som en turistisk upplevelse.
I stadsdelen Ostrau finns gator med enbart korsvirkeshus.
Av Elbes översvämning 2002 skadades det nya Schrammsteinbadet svårt redan före öppnandet. Byggkostnaderna för badet hade uppgått till 38 miljoner D-mark. På grund av den ursprunglige innehavarens insolvens övertogs badet av en ny ägare 1 oktober 2004, Toskanaworld GmbH, och fick nu heta Toskana-Therme. Företaget driver liknande anläggningar i Bad Sulza och Bad Orb. En ny översvämning i juni 2013 förorsakade skador för 6,3 miljoner euro; därefter var badet stängt fram till april 2014. Numera är anläggningen välbesökt och lönsam. Per år besöker cirka 180 000 personer Toskana-Therme, som har 25 anställda och en omsättning på tre miljoner euro.

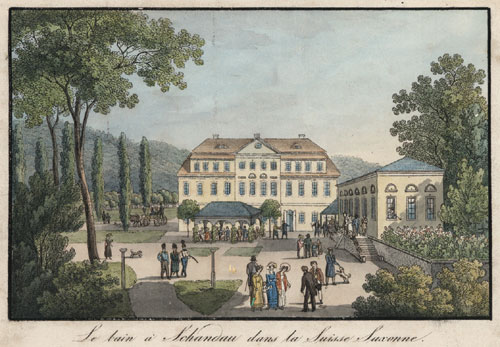
Kuranläggningen i Schandau 1820
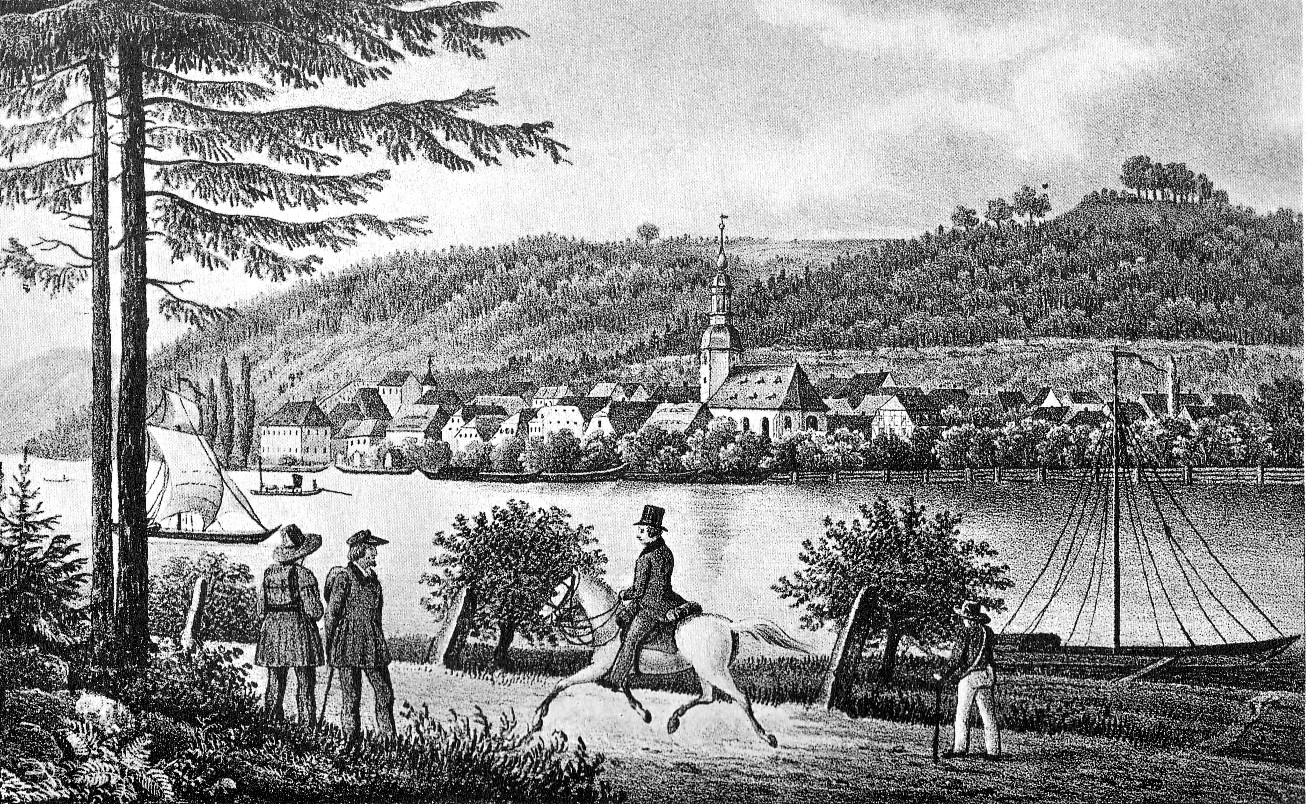
Schandau 1850
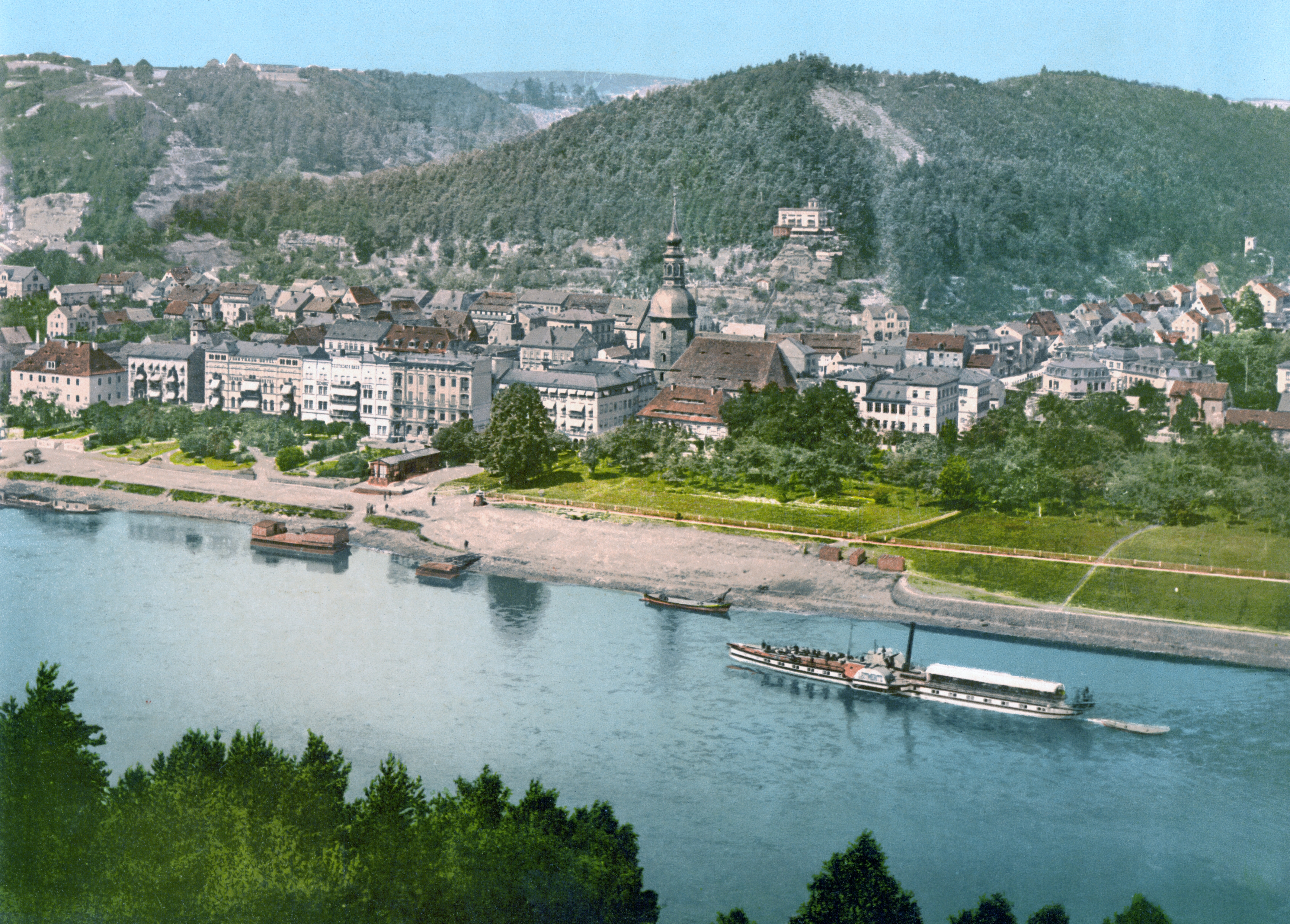
Schandau 1900
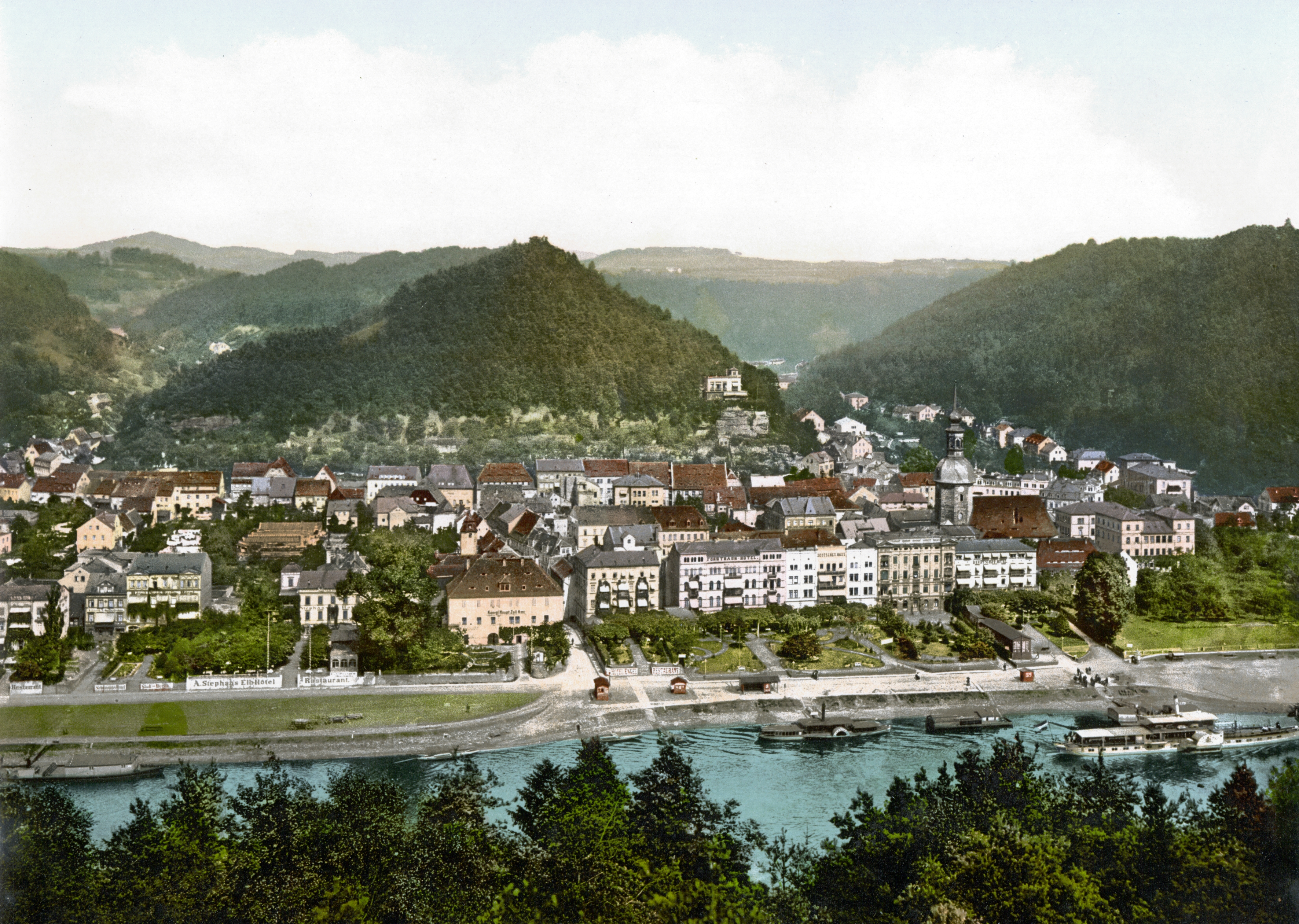
Schandau 1900

## Kommunikationer
Förbundsvägen B 172 går genom staden. Järnvägsstationen där regionala tåg och pendeltågen till Dresden stannar ligger på andra sidan Elbe. Stadens centrum är anslutet genom bussar, taxi och färjor.
En smalspårig järnvägslinje (Kirnitzschtalbahn) går från stadens centrum till ett vattenfall i bergstrakten.